# Harald-Alexander Korp
Harald-Alexander Korp (* 1961 in Stuttgart) ist ein deutscher Autor, Meditationslehrer und Humorforscher.

## Leben
Korp studierte Philosophie, Religionswissenschaften und Physik in Stuttgart, Tübingen und Hamburg. Später wurde er Lehrbeauftragter im Fachbereich Religionswissenschaft an der Ludwig-Maximilians-Universität München und an der Georg-August-Universität Göttingen. Korp spezialisierte sich zum Lach-Yoga-Trainer und zertifizierten Humor-Coach (HCDA) und ist als Hospizmitarbeiter tätig. Er ist Vater einer Tochter und lebt in Berlin.

## Buchveröffentlichungen
- Der Fall Undine. Kriminalmärchen. Ruetten & Loening, Berlin 1994, ISBN 3-352-00474-9.
- Lachende Propheten – Witz und Humor in den Religionen. HCD Verlag, Tuttlingen 2012, ISBN 978-3-00-026600-3.
- Macht Lachen schön? 223 Fragen (und Antworten) rund um Humor, Witz und Lachen. HCD Verlag, Tuttlingen 2014, ISBN 978-3-938089-19-4.
- Am Ende ist nicht Schluss mit lustig. Humor angesichts von Sterben und Tod. Gütersloher Verlagshaus, Gütersloh 2014, ISBN 978-3-579-07034-6.
- Lachen mit Buddha. Anleitung für mehr Humor und Lebensfreude. Herder, Freiburg im Breisgau 2016, ISBN 978-3-451-32996-8.
- Dem ruhigen Geist ist alles möglich. Mit Meister Eckhart lernen, im Hier und Jetzt zu sein. Gütersloher Verlagshaus, Gütersloh 2019, ISBN 978-3-579-01461-6

## Hörbuch
Meisterhafte Morde – Ein Fall für Bhante Ananda 1, Audible 2020.

## Theaterstücke
- Im Spiegel deiner Seele. Meister Eckhart und Marguerite Porète. Predigerkirche Erfurt 2015.[3]
- Yasodhara und Buddha. ein buddhistisches Festspiel. Indische Botschaft Berlin 2015.
- Hilfe, mein Rad klammert! Ein Rad-Musical. Sandkorntheater Karlsruhe 2012.

## Filme
- Fliessen lernen. Dokumentarfilm über einen buddhistischen Mönch, 2006[4]
- Erik Satie. Vexations in Berlin. 1990/2007[5]